# Wangelis Moras
Wangelis Moras, gr. Βαγγέλης Μόρας (ur. 26 sierpnia 1981 w Larisie) – grecki piłkarz występujący na pozycji obrońcy we włoskim klubie AE Larisa oraz w reprezentacji Grecji.

## Kariera klubowa
Moras jest wychowankiem klubu AE Larisa. W 2000 roku zadebiutował w niej jako 19-latek w rozgrywkach drugiej ligi greckiej. W 2001 roku przeszedł do innego drugoligowca, AO Proodeftiki. W 2002 roku awansował z nim do pierwszej ligi greckiej i w zespole Proodeftiki grał tam przez rok.
Latem 2003 roku Moras został piłkarzem AEK-u Ateny. W drużynie tej swoje pierwsze spotkanie rozegrał 23 sierpnia 2003, wygrane przez AEK 1:0 z AO Egaleo. Przez cztery lata był podstawowym zawodnikiem AEK-u. Największy sukces osiągnął w 2007 roku, gdy wywalczył wicemistrzostwo Grecji.
W 2007 roku Moras przeszedł na zasadzie wolnego transferu do włoskiej Bologny. 9 września 2007 zadebiutował w Serie B w meczu z Ravenną Calcio. W 2008 roku wywalczył z Bologną awans do Serie A, a w sezonie 2008/09 przyczynił się do utrzymania tego zespołu w lidze.
W październiku 2011 podpisał kontrakt ze Swansea City. Rozegrał w tym klubie jeden mecz. W trakcie sezonu 2011/2012 odszedł do Ceseny. Z kolei latem 2012 został piłkarzem drugoligowego Hellasu Werona. W sezonie 2012/2013 awansował z nim do Serie A. W sezonie 2016/2017 grał w AS Bari. Latem 2017 trafił do Panetolikosu, a w 2018 wrócił do Larisy.

## Kariera reprezentacyjna
W 2004 roku Moras wraz z olimpijską reprezentacją Grecji wziął udział w Igrzyskach Olimpijskich w Atenach. W dorosłej reprezentacji Grecji zadebiutował 11 lutego 2009 roku w zremisowanym 1:1 towarzyskim spotkaniu z Danią.

## Statystyki kariery
| Sezon   | Klub            | Kraj   | Rozgrywki      | Mecze | Bramki |
| ------- | --------------- | ------ | -------------- | ----- | ------ |
| 2000/01 | AE Larisa       | Grecja | Beta Ethniki   | 19    | 1      |
| 2001/02 | Proodeftiki     | Grecja | Beta Ethniki   | 10    | 1      |
| 2002/03 | Proodeftiki     | Grecja | Alpha Ethniki  | 18    | 0      |
| 2003/04 | AEK Ateny       | Grecja | Alpha Ethniki  | 25    | 0      |
| 2004/05 | AEK Ateny       | Grecja | Alpha Ethniki  | 19    | 0      |
| 2005/06 | AEK Ateny       | Grecja | Alpha Ethniki  | 13    | 0      |
| 2006/07 | AEK Ateny       | Grecja | Alpha Ethniki  | 15    | 0      |
| 2007/08 | Bologna FC      | Włochy | Serie B        | 28    | 2      |
| 2008/09 | Bologna FC      | Włochy | Serie A        | 31    | 2      |
| 2009/10 | Bologna FC      | Włochy | Serie A        | 20    | 0      |
| 2010/11 | Bologna FC      | Włochy | Serie A        | 19    | 0      |
| 2011/12 | Swansea City    | Anglia | Premier League | 1     | 0      |
| 2011/12 | Cesena          | Włochy | Serie A        | 15    | 0      |
| 2012/13 | Hellas Werona   | Włochy | Serie B        | 35    | 1      |
| 2013/14 | Hellas Werona   | Włochy | Serie A        | 30    | 0      |
| 2014/15 | Hellas Werona   | Włochy | Serie A        | 35    | 2      |
| 2015/16 | Hellas Werona   | Włochy | Serie A        | 31    | 1      |
| 2016/17 | Bari            | Włochy | Serie B        | 23    | 0      |
| 2017/18 | Panetolikos GFS | Grecja | Alpha Ethniki  | 10    | 0      |
| 2017/18 | AE Larisa       | Grecja | Alpha Ethniki  | 4     | 0      |